# Carano da Macedónia

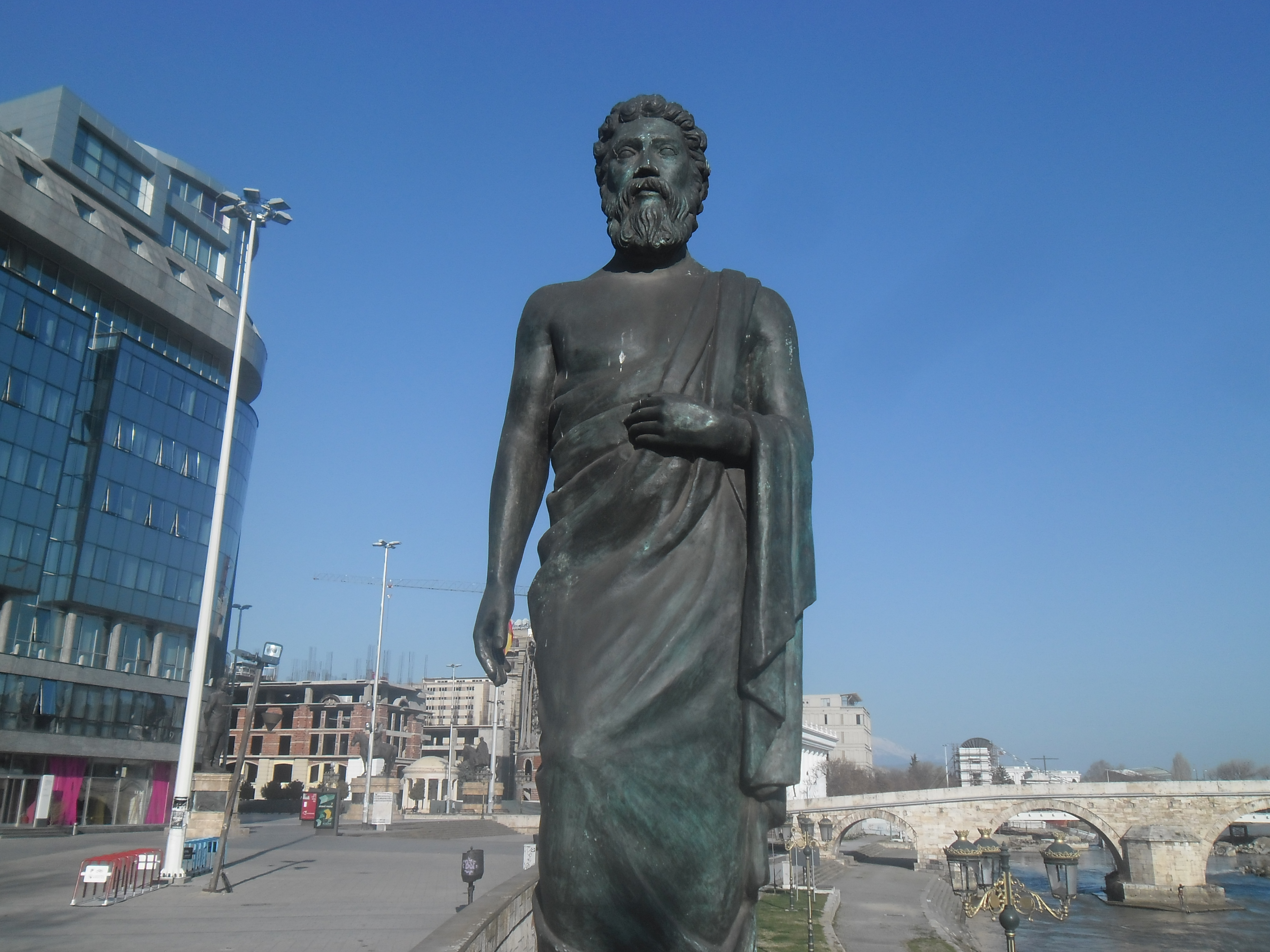
Estátua do rei Carano, Escópia, Macedónia do Norte

Rota de Carano do Peloponeso

Carano ou Caranus (em grego clássico: Κάρανος; romaniz.: Káranos) foi, segundo alguns historiadores antigos, o primeiro rei da Macedónia. Contudo, de acordo com Heródoto, esse título teria pertencido a Pérdicas I. Carano foi relatado pela primeira vez por Teopompo e é o mítico fundador da Dinastia argéada. O seu reinado prolongou-se desde 808 a.C. até 778 a.C..

## Mito
De acordo com um mito grego, Carano era filho de Temeno, Rei de Argos, que por sua vez seria um Heráclida, ou seja, um descendente de Héracles. 
O filósofo Plutarco apoia esta ideia de uma linhagem heráclida de Carano e argumenta ainda que Alexandre, o Grande, é descendente de Hércules por meio de Carano.
Temeno, juntamente com Cresfontes e Aristodemo foram os três líderes Dóricos que invadiram a região do Peloponeso micénico, dividindo os territórios conquistados entre si.
Assim, Cresfontes recebeu Messénia e Esparta, Aristodemo tomou a região da Lacónia e, por fim, Temeno recebeu Argos. 
Após Temeno ter morrido, houve discussões entre os príncipes para decidir quem deveria ser proclamado o novo rei. Sem chegar a consenso, um dos príncipes, Fédon, derrotou os seus outros irmãos em batalha e assumiu a realeza. Deste modo, Carano decidiu ir à procura de um outro reino, onde pudesse ser rei. No entanto, antes de o fazer, terá ido ao Oráculo de Delfos para pedir o conselho de Pítia. 
Posteriormente, Carano acabou por encontrar um vale verde, com muita caça e cabras, tal como Pítia lhe teria dito. Aí, Carano construiu uma cidade, a que chamou de Aigai (em grego clássico: Αἰγαί), atual Vergina, um local de atividade arqueológica substancial, onde numerosos achados importantes foram desenterrados.

## Visão de historiadores

### SegundoMarco Juniano Justino
A Macedónia inicialmente chamava-se Emácia, devido ao rei Emácio. Os seus habitantes eram chamados de pelasgos, e a região de Peônia.
De acordo com Justino, citando Márcias de Pela:

Carano foi para Emacia com um grande bando de gregos, tendo sido instruído por um oráculo a procurar um lar na Macedônia. Aí, seguindo um rebanho de cabras a correr de um aguaceiro, apoderou-se da cidade de Edessa, tendo os habitantes sido apanhados de surpresa por causa de chuva forte e nevoeiro denso. Lembrando-se da ordem do oráculo em seguir o exemplo das cabras na sua procura por um império, Carano estabeleceu a cidade como a sua capital e, a partir de então, tornou-se uma observância solene, onde quer que levasse o seu exército, para manter essas mesmas cabras para ter como líderes das suas façanhas os animais que o trouxera consigo para fundar o reino. Carano deu à cidade de Edessa o nome de Aegae e ao seu povo o nome de Aegeads em memória a esse serviço.
Carano foi sucedido por Pérdicas, e Pérdicas pelo seu filho Argeu.

### SegundoDiodoro Sículo
De acordo com Crónica (Eusébio):

Antes da primeira Olimpíada, Carano foi movido pela ambição a reunir forças provenientes dos argivos e do resto do Peloponeso, a fim de liderar um exército ao território dos macedónios. Naquela época, o rei de Oréstia estava em guerra com os seus vizinhos, os Eordeus, e chamou Carano para ajudá-lo, prometendo dar-lhe metade do seu território em troca, se tivessem sucesso. O rei manteve a sua promessa e Carano tomou posse do território; reinou lá por 30 anos, até que morreu de idade. Foi sucedido pelo seu filho Ceno, que foi rei por 28 anos.

### SegundoTito Lívio
De acordo com Tito Lívio::

De Carano, o primeiro rei, vinte monarcas são enumerados até Perseu.

## Análise
Segundo James Ussher, Carano, um heráclida, estabeleceu o reino da Macedónia em 794 a.C..
Segundo Heródoto, o fundador do reino da Macedónia foi Pérdicas; Isaac Newton, ao fazer uma análise da mitologia e história gregas, apresentou duas hipóteses e uma síntese:
- que Pérdicas era o sucessor de Carano (Juniano Justino, citado por Newton[9])
- que Carano era o sucessor de Pérdicas (Caio Júlio Solino, citado por Newton[9])
- que Pérdicas e Carano eram contemporâneos e fundaram pequenos principados; depois da morte de Carano, o reino foi unificado sob Pérdicas (Newton[9])

Pelos cálculos de Newton, Pérdicas e Carano reinaram por volta da 46.a ou 47.a Olimpíada.